# Velet
Velet é uma comuna francesa na região administrativa de Borgonha-Franco-Condado, no departamento de Alto Sona. Estende-se por uma área de 6,05 km². Em 2010 a comuna tinha 405 habitantes (densidade: 66,9 hab./km²).